# Gray Township (Pennsylvanie)
Pour l’article homonyme, voir Gray Township (Illinois).
Gray Township est un township situé au nord-ouest de la partie centrale du comté de Greene, en Pennsylvanie, aux États-Unis,. En 2010, il comptait une population de 219 habitants.

## Démographie
Lors du recensement de 2010, le township comptait une population de 219 habitants. Elle est estimée, en 2018, à 181 habitants.

### Source de la traduction
- (en) Cet article est partiellement ou en totalité issu de l’article de Wikipédia en anglais intitulé « Gray Township, Greene County, Pennsylvania » (voir la liste des auteurs).